# Айван-е-Садр
Айван-е-Садр (англ. Aiwan-e-Sadr) — официальная резиденция президента Пакистана, расположенная в Исламабаде (Федеральная столичная территория) по адресу: Presidency Rd, рядом со зданием парламента.
На момент завершения строительства Айван-е-Садр в 1988 году президентом страны являлся Гулам Исхак Хан. Президент Первез Мушарраф не использовал данное здание в качестве своей резиденции, поскольку он также занимал должность командующего сухопутными войсками и располагался в Доме Армии в Равалпинди. Бывший президент Пакистана Асиф Али Зардари переехал в Айван-е-Садр за день до своей инаугурации.